# Вулиця Ганни Барвінок (Київ)
Ву́лиця Га́нни Барві́нок — вулиця в Оболонському районі міста Києва, промислова зона Оболонь. Пролягає від проспекту Степана Бандери до Вербової вулиці.

## Історія
Первісно існувала як безіменний проїзд. Наприкінці 2010-х запроєктована як майбутня вулиця під проєктною назвою Вулиця Проектна 13097. Названа на честь української письменниці Ганни Барвінок — з 2018 року.